# Симон (IV) де Монфор
Симон де Монфор (фр. Simon de Montfort; ум. 1188) — сеньор де Монфор с 1181 года, сын Симона III де Монфора и Матильды. Из-за его недолгого правления источники часто путали его с отцом, поэтому порядковый номер IV был ошибочно присвоен его сыну.

Сеньория Монфор на карте Франции XII века

## Биография
После смерти отца в 1181 году Симон получил владения в Иль-де-Франсе — сеньории Монфор-л’Амори, Рошфор, Гурнэ и Эпернон, по которым Монфоры были вассалами французского короля; его старший брат Амори V де Монфор получил владения в Нормандии, сюзеренитет над которыми принадлежал королю Англии.
О самом Симоне почти ничего не известно. Но он заключил брак, имевший огромное значение для будущего Монфоров: его женой стала Амиция де Бомон, дочь Роберта де Бомона, 3-го графа Лестера (до 1170 года). Поскольку сын Роберта в 1204 году умер бездетным, титул графа Лестера вкупе с обширными владениями в Англии перешёл к его племяннику, сыну Симона.
Симон де Монфор умер в 1188 году и был похоронен в родовой усыпальнице в Сен-Реми-л’Оноре. Его вдова вышла замуж во второй раз за Гийома II де Барра.

## Дети
У Симона де Монфора и Амиции де Бомон было четверо детей:
- Симон IV де Монфор (около 1165—1218), сеньор де Монфор-л'Амори, граф Лестер, сеньор Альби и Разеса, герцог Нарбонны, граф Тулузский, виконт Безье и Каркассона[3];
- Ги де Монфор (до 1170—1228), сеньор де Кастр и де Ла-Ферте-Аль;
- Перенелла (умерла в 1216), жена Бартелеми де Руа[4];
- Гибюрга, жена Ги I де Леви, сеньора де Мирепуа.